# 博拉镇
博拉镇，是中华人民共和国甘肃省甘南藏族自治州夏河县下辖的一个乡镇级行政单位。
2017年3月15日，甘肃省民政厅批复同意撤销博拉乡，设立博拉镇。

## 行政区划
博拉镇下辖以下地区：
娄来布村、华盖村、罗吾滩村、玉华村、加地沟村、吾乎扎村、强格昂村和加禾村。